# Centre Démocratique
Centrum Démocratique, Nederlands: Democratisch Centrum, was een christendemocratische groepering in de Franse Assemblée nationale. De groepering bestond tussen in 1962 en 1967, dus in de Vijfde Franse Republiek. Centrum Démocratique bestond vooral uit afgevaardigden van de christendemocratische Mouvement Républicain Populaire en afgevaardigden van enkele liberale partijen en groepen.

## Voorzitters
- Pierre Pflimlin 1962 - 1963
- Pierre Abelin 1963 - 1967